# Bagger 288

La Bagger 288 est une excavatrice à godets géante allemande, qui a été longtemps le plus grand véhicule sur chenilles du monde avant d'être détrôné par les Bagger 292 et Bagger 293.
Fabriquée en 1978 par Krupp pour l'entreprise minière RWE Rheinbraun en Allemagne de l'Ouest, elle est destinée à faciliter l'extraction du lignite à ciel ouvert, en déblayant la couverture de terre au-dessus des veines de lignite.

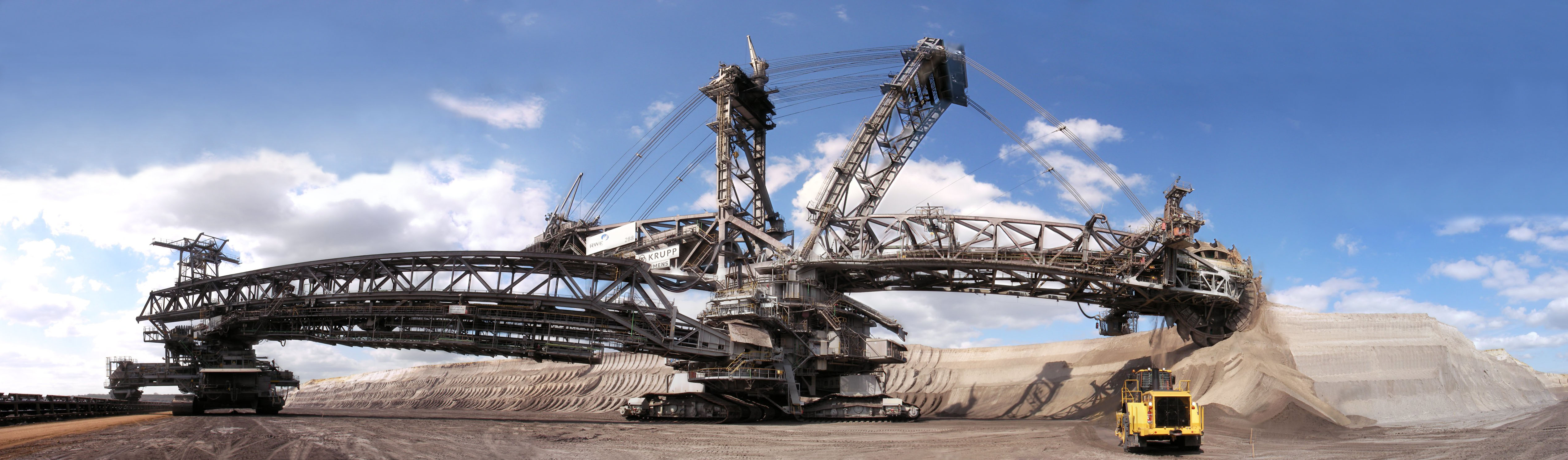
L'excavatrice Bagger 288

## Description
La Bagger 288 (bagger signifie « excavatrice » en allemand) est une excavatrice à roue à godets pesant 13 500 t et mesurant 240 mètres de long pour 96 mètres de haut. Capable de déblayer jusqu'à 240 000 t/j, elle nécessite une alimentation électrique de 16,5 MW.
La roue à godets mesure 21,6 mètres de diamètre et comprend 18 godets ou seaux, d'une capacité individuelle de 6,6 t de terre.
Le corps central de l'excavatrice peut se déplacer jusqu'à 10 m/min, soit 600 m/h et repose sur trois séries de quatre chenilles, chacune mesurant 3,8 m de largeur. Le rayon de virage de l'ensemble est d'environ 100 m. Cinq personnes suffisent pour faire fonctionner l'excavatrice.
La Bagger 288 fait partie d'une série d'excavatrices géantes, dont la Bagger 259 et la Bagger 293.

## Histoire
C'est en 1978 que sa construction est achevée, faisant de la Bagger 288 le plus grand véhicule sur chenilles du monde en supplantant l'engin de transport crawler de la NASA, qui a transporté la fusée Saturn V du programme Apollo et la navette spatiale américaine.
En février 2001, elle a été déplacée depuis le gisement de Hambach jusqu'à la mine de Garzweiler, distante de 16 km. Le voyage s'est fait à travers une autoroute, une rivière (l'Erft), et une ligne de chemin de fer ; l'excavatrice a parcouru 22 km afin de limiter les changements d'altitude, pour un coût de 15 millions de marks (7,7 millions d'euros).
En 2010, un peu plus d'une quinzaine d'engins géants de ce type sont répartis sur les trois sites d'extractions de Garzweiler, Hambach et Inden.

Vue d'ensemble d'une mine exploitée par les bagger

## Culture populaire
- La Bagger 288 est utilisée par le Ghost Rider dans le film Ghost Rider 2 : L'Esprit de vengeance (2012).
- La Bagger 288 est utilisé dans le jeu vidéo Fallout 76 (2018).
- Dans The Hunger Games: Catching Fire, le Bagger 288 est brièvement visible en arrière-plan dans le District 12[2]